# Karađoz-begova mešita
Karađoz-begova mešita (bosensky Karađoz-begova džamija) se nachází v bosenském Mostaru. Jedná se o jednu z nejrozsáhlejších staveb svého druhu v zemi. Postavena byla mezi lety 1557 a 1558, navrhl ji známý osmanský architekt Sinan. Financování celé stavby zajistil Mehmed-beg Karađoz, synovec bosenského vezíra Rustema, který již zajistil výstavbu jedné mešity, medresy i dalších staveb dříve. Během války v 90. letech tato stavba velmi utrpěla, rekonstruována byla na počátku 21. století.

## Odkazy

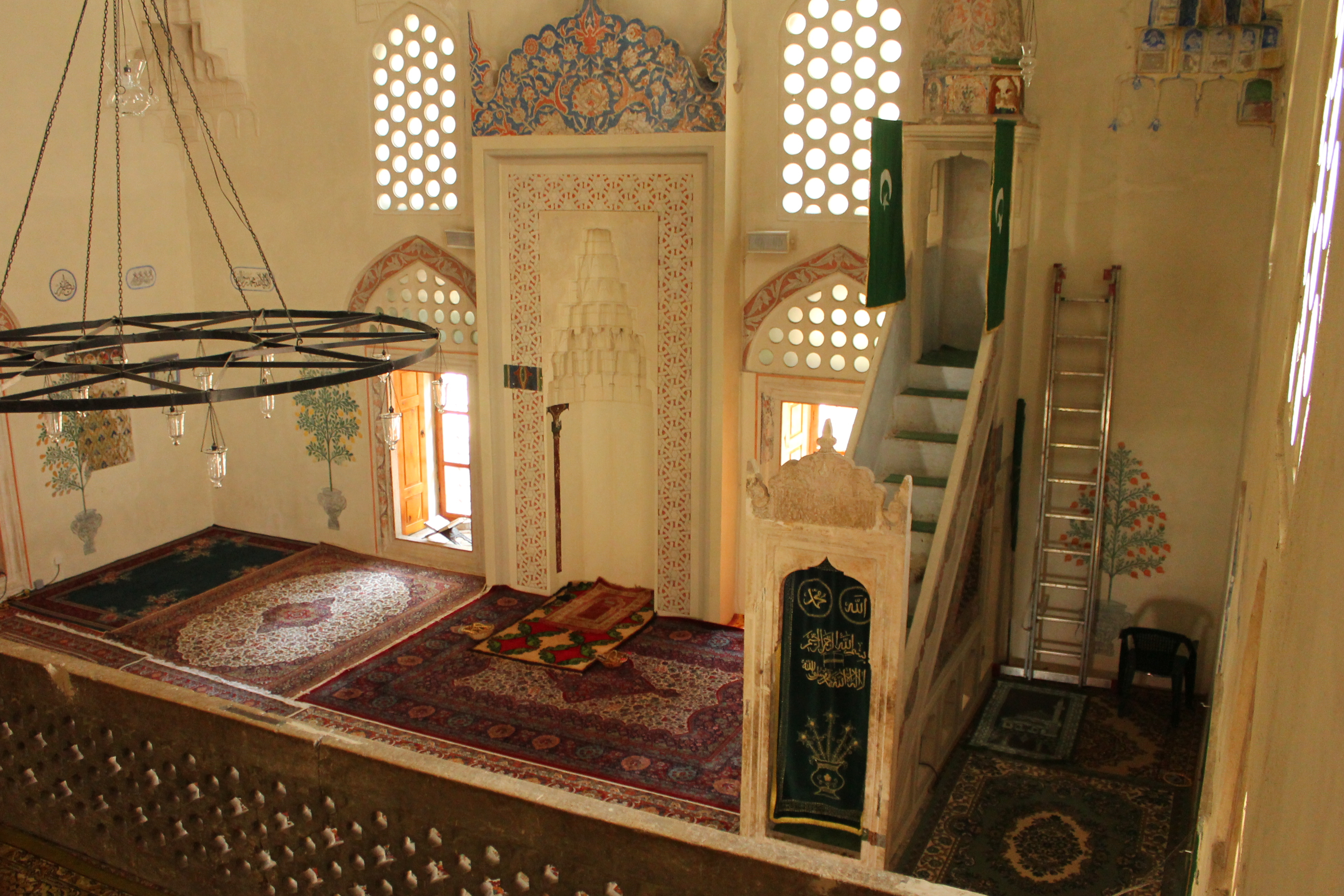
Interiér mešity